# USS Utah (BB-31)
USS Utah (BB-31/AG-16) byl dreadnought námořnictva Spojených států amerických, který sloužil mezi lety 1911 a 1941. Byla druhou a poslední lodí třídy Florida. Šlo o první loď amerického námořnictva, která nesla jméno po státu Utah. Kýl lodi byl položen v loděnici New York Shipbuilding Corporation v březnu 1909 a spuštěna na vodu byla v prosinci téhož roku. Dokončena byla v srpnu 1911 a její hlavní výzbroj tvořilo deset děl ráže 305 mm děl v pěti dělových věžích po dvou.
Utah a Florida Florida byly prvními loděmi, které dorazily během americké okupace Veracruz v roce 1914 během mexické revoluce. Obě bitevní lodě vyslaly na břeh výsadkové skupiny, které zahájily okupaci města. Po americkém vstupu do první světové války byl Utah převelen do Berehavenu v Bantry Bay v Irsku, kde chránil konvoje před potenciálními německými přepadovými loděmi. Během dvacátých let loď provedla řadu cvičných plaveb a manévrů a v letech 1924 a 1928 dopravila hodnostáře na cestě po Jižní Americe.
V roce 1931 byl Utah odzbrojen a přeměněn na cílovou loď a v souladu s podmínkami Londýnské konference podepsané v předchozím roce přeznačen na AG-16. Byl také vybaven četnými protiletadlovými děly různých typů pro výcvik střelců. Po zbytek desetiletí sloužila v těchto dvou rolích a koncem roku 1941 se nacházela v Pearl Harboru. Zde byla v přístavu ráno 7. prosince v prvních minutách japonského útoku zasažena dvěma torpédy, která způsobila vážné záplavy. Utah se rychle převrátil a potopil; drtivá většina posádky dokázala uprchnout, nicméně útok nepřežilo 58 námořníků. Vrak zůstal v přístavu a v roce 1972 byl poblíž lodi postaven památník.

## Výzbroj
Primární výzbroj lodě tvořilo 5 dvojhlavňových střeleckých věží s děly Mk 5, ráže 305 mm a s dostřelem až 27 km. Sekundární výzbroj tvořilo 16 děl ráže 127 mm. Dále zde byly nainstalované 4 kanóny QF 6-pounder s ráží 57 mm a s dostřelem 4 km. Byly zde i dva kanóny QF 1-pounder ráže 37 mm. Nesměly chybět ani 2 torpédomety s torpédy Mk 15.